# NHK新人歌謡コンテスト
NHK新人歌謡コンテスト（エヌエイチケイしんじんかようコンテスト）は日本放送協会の主催により1991年から1997年にかけて開催された、新人歌手対象の音楽祭である。開催時期は1995年まで3月初旬から中旬だったが、1996年からは6月となった。

## 概要
NHK新人歌謡コンテストはデビュー1年以内（後に3年）の歌手が対象であるが、新宿音楽祭、銀座音楽祭などとは異なり、コンテスト方式で行われていた。
歌手の歌唱力に危機感を抱き、歌謡曲の区切りでジャンルにこだわらず歌唱力のある歌手を奨励育成する趣旨で始まったが、歌手側にメリットが少なく、対象歌手をデビュー前まで広げていた時期もあった。
大会の方式はテープ・スタジオ審査を勝ち抜いた歌手がNHKホールのステージに立つ。本選では審査員による公開審査を行い、3名が最終決戦へ進出。最終決戦は別の曲を歌い、最終的にグランプリが決まる。
グランプリ受賞者特典は当初はラジオ番組への出演権だったが、出場者確保のため、1994年からは『NHK紅白歌合戦』への出場権が与えられた。
以後は演歌歌手の真剣勝負の場へと変貌していき、1997年にはついに決勝出場者が全員演歌歌手となった。
過去のグランプリ受賞者の多くはその後も歌手の一線で活躍しているが1993年の井上は引退。また初代グランプリに輝いた諸岡は歌手・作詞家の活動は継続しているが、後に紀行のレポーターを中心にしている。

### 本選審査の仕組み
- 第1 - 3回（1991 - 1993年）はまず1次審査で出場歌手が1曲ずつ歌い、全歌唱が終わったところで審査を行って上位3人が決勝審査に進出。決勝審査は別の歌をやはり1曲ずつ歌って最終的に審査員の挙手投票によりグランプリを決定する。
- 第4 - 7回（1994 - 1997年）は1次審査ではノックアウト方式を採用。出場歌手それぞれの歌唱が終わったところで採点を行い、最終的に得点上位3人が決勝審査に残る。得点上位3人に入れば暫定的に決勝進出者用の座席に座れるが、4位以下に転落した場合はその時点で退場となる仕組みだった。決勝審査は従来に同じく1次審査とは別の歌を1曲ずつ披露し、3組の歌唱を終えた時点で改めて採点を行い優勝者を決めた。優勝者には紅白出場権が与えられる。

### 司会
- 井上順
- 大塚範一（1年のみ井上と）
- 榊原郁恵
- 堺正章、いしだあゆみ
- 愛川欽也、森口博子
- 宮本隆治、伍代夏子

## 歴代グランプリ受賞者
- 1991年：諸岡菜穂子
- 1992年：山本実枝
- 1993年：井上りつ子
- 1994年：田川寿美
- 1995年：石嶺聡子
- 1996年：門倉有希
- 1997年：岩本公水